# 志茂 (福生市)
志茂（しも）は、東京都福生市の地名。郵便番号は197-0023（あきる野郵便局管区）。

## 地理
福生市の地理的中央部に位置し、福生駅と牛浜駅の中間にあたる。 本町、福生、牛浜と接する。本町から牛浜にかけての銀座通りの中央だが、商店のシャッター通り化が著しい。

### 地価
住宅地の地価は2014年（平成26年）1月1日に公表された公示地価によれば志茂18番3の地点で15万9000円/m2となっている。

## 歴史
1949年（昭和24年）6月11日、大字福生字志茂の一部より成立した。

## 世帯数と人口
2018年（平成30年）1月1日現在の世帯数と人口は以下の通りである。
| 町丁 | 世帯数    | 人口    |
| ---- | --------- | ------- |
| 志茂 | 1,586世帯 | 2,970人 |

## 道路
- 東京都道29号立川青梅線（新奥多摩街道）
- 東京都道166号瑞穂あきる野八王子線

## 施設
福祉
- 私立福生杉ノ子保育園（志茂47-3）

公園
- 志茂公園（志茂73）

商業施設
- 外食
  - 松屋福生志茂店（ファーストフード）（志茂36-4）
  - 志向庵（蕎麦）（志茂68）
  - 道とん堀福生本店（お好み焼き）（志茂136-1）
  - いぬい（ラーメン）（志茂49）
  - らあめん花月嵐福生店（志茂15-3）
  - 福実志茂店（中華料理）（志茂14）
- コンビニエンスストア
  - セブンイレブン福生志茂店（志茂37-4）
  - ファミリーマート福生志茂店（志茂58-2）